# Nöteborg-traktaten
Nöteborg-traktaten (russisk: Оре́ховский мир tr. Oreshek-traktaten) er betegnelsen for en fredsaftale, der blev undertegnet i Orekhovets (svensk: Nöteborg) den 12. august 1323. Traktaten var den første aftale mellem Sverige og Novgorod om grænsedragning. Tre år senere underskrev Novgorod Novgorod-traktaten (1326) med Norge.

## Baggrund
Fra midten af 1200-tallet gjorde Sverige en stor indsats for at vinde overherredømmet over handelsvejene til Novgorod, ikke mindst via den Finske Bugt. Allerede i 1240 gjorde Birger Magnusson et mislykket togt til Neva-floden, der var den ene af de to adgangsveje fra den Finske Bugt til Ladoga, hvorfra forbindelsen gik videre sydover til Novgorod. I 1256 anlagde Tilman en fæstning ved Neva-floden i alliance med svenskere, tavaster og finner, hvorefter Novgorod mobiliserede en hær imod den. 1294 gjordes et nyt forsøg: Dietrich von Kyvel, allieret med den Tyske Orden og søn af Tilman, forsøgte at genetablere sin faders fæstning, men denne blev generobret af Novgorod allerede samme år. Endnu i 1300 gjordes endnu et svensk forsøg på at opføre en fæstning ved Neva (fæstningen Landscrone ved Ohkla-flodens udmunding i Neva – senere sted for Nyen), men 1301 led svenskerne et afgørende nederlag.
Under indtryk af disse gentagne svenske forsøg, der skabte modvilje blandt handelskøbmænd og i Republikken Novgorod, havde den danske konge Erik Menved held til at fremme dansk indflydelse i Baltikum. I 1302 indgik han en fredsaftale med Novgorod, og allerede 1298 lagde Riga med omgivende landskaber: Semgallen, Valexe og Gerzike sig ind under den danske konge. Derved beherskede Erik Menved både en nordlig landrute (Hertugdømmet Estland) og en sydlig flodrute via Daugava og Dvina til Novgorod.
Dermed var de svenske tiltag for en tid trængt tilbage – men ikke glemt. Og det var en medvirkende årsag til, at traktaten i Nöteborg blandt andet indeholdt en bestemmelse om, at Sverige forpligtede sig til ikke at hjælpe nogen i Narva, hvis disse ikke rettede sig efter fyrsten i Novgorod.

## Indhold
Den originale traktattekst er gået tabt. Den overlever i delvise kopier på russisk, svensk og latin som til en vis grad er i modstrid med hinanden.
Traktaten blev forhandlet med hjælp fra hanseatiske købmænd for at få en afslutning på de Svensk-novgorodiske krige. Som et tegn på god vilje afgav fyrst Jurij 3. af sine karelske sogne til Sverige. Sverige ville til gengæld holde sig ud af enhver konflikt mellem Novgorod og Narva. Begge sider lovede også at afholde sig fra at bygge borge ved den nye grænse.
Traktaten definerede grænsen som begyndende øst og nord for borgen i Vyborg, løbende langs floderne Sestra og Volchya hvorved det Karelske næs blev delt midt over. Grænsen fortsatte langs Savo, og ifølge de traditionelle fortolkninger sluttede den i den Botniske Bugt nær Pyhäjoki-floden. Kun den sydlige del af grænsen, nær Vyborg, blev betragtet som vigtig og klart defineret i traktaten. Grænsen i vildmarken var defineret meget skematisk og blev formentlig betragtet som mindre vigtig end grænselinjen over det karelske næs. Det er også blevet foreslået, at traktaten oprindelig gav både Sverige og Novgorod fælles rettigheder til det nordlige Österbotten og Lapland.

## Virkning
De finske stammer, som boede på begge sider af grænsen havde ingen indflydelse på traktaten. Sverige og Novgorod havde allerede de facto etableret deres inflydelsesfærer i området med karelerne under russisk herredømme og de andre stammer under svensk herredømme. Traktaten skabte international anerkendelse af denne struktur, men begrebet "permanent fred" havde ikke meget at sige i den lange konflikt mellem Novgorod og Sverige. Den nordlige del af grænsen krydsede store områder af vildmark som Hansaen og dens diplomater ikke var interesserede i, men disse områder blev snart anstødssten for en senere konflikt mellem Sverige og Novgorod. Ivrige efter at bemægtige sig den nordlige kyst i Den Botniske Bugt er det muligt at Sverige forfalskede en del af traktaten blot nogle få år senere, og hævdede at den nordlige grænse fortsatte hele vejen op til Ishavet. I løbet af fem år efter traktatens underskrivelse begyndte svenske kolonister at rykke ind i Østerbotten. Sverige byggede også borge i Oulu omkring 1375 og Olavinlinna i 1475, hvilket klart var på Novgorods side af grænsen.
Svenskernes russiske modparter afviste at acceptere den tilsyneladende forfalskede traktat indtil 1595 da Freden i Teusina anerkendte den svenske tekst som den korrekte. Længe inden havde Sverige imidlertid haft held til permanent at overtage store områder på Novgorods side af den oprindelige grænse herunder Österbotten og Savo. Med tiden udviklede området vest for grænsen sammen med udvidelsen mod nord sig til landet, som i dag er kendt som Finland.